# 城站駅
城站駅（じょうたんえき）は、中華人民共和国浙江省杭州市上城区杭州駅駅前広場に位置する杭州地下鉄1号線と5号線の駅。

## 歴史
- 2012年4月23日：1号線の駅として開業[1]。
- 2020年4月23日：5号線の開業により乗換駅となる[2]。

## 駅構造
改札口が地下1階に位置しており1号線のホームが地下2階、5号線のホームが地下3階にある。またいずれも1面2線の島式ホームの構造をしている。

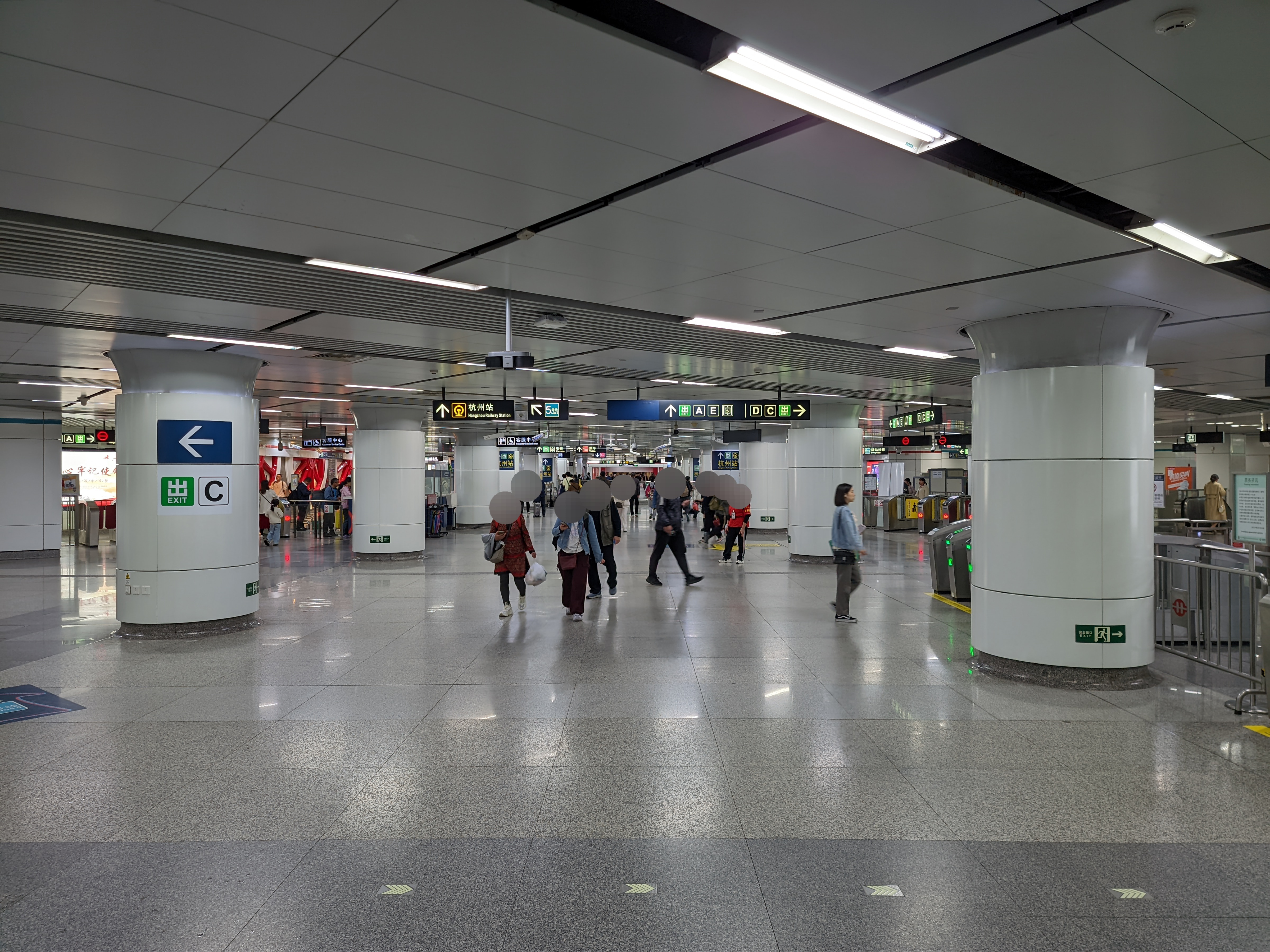
コンコース
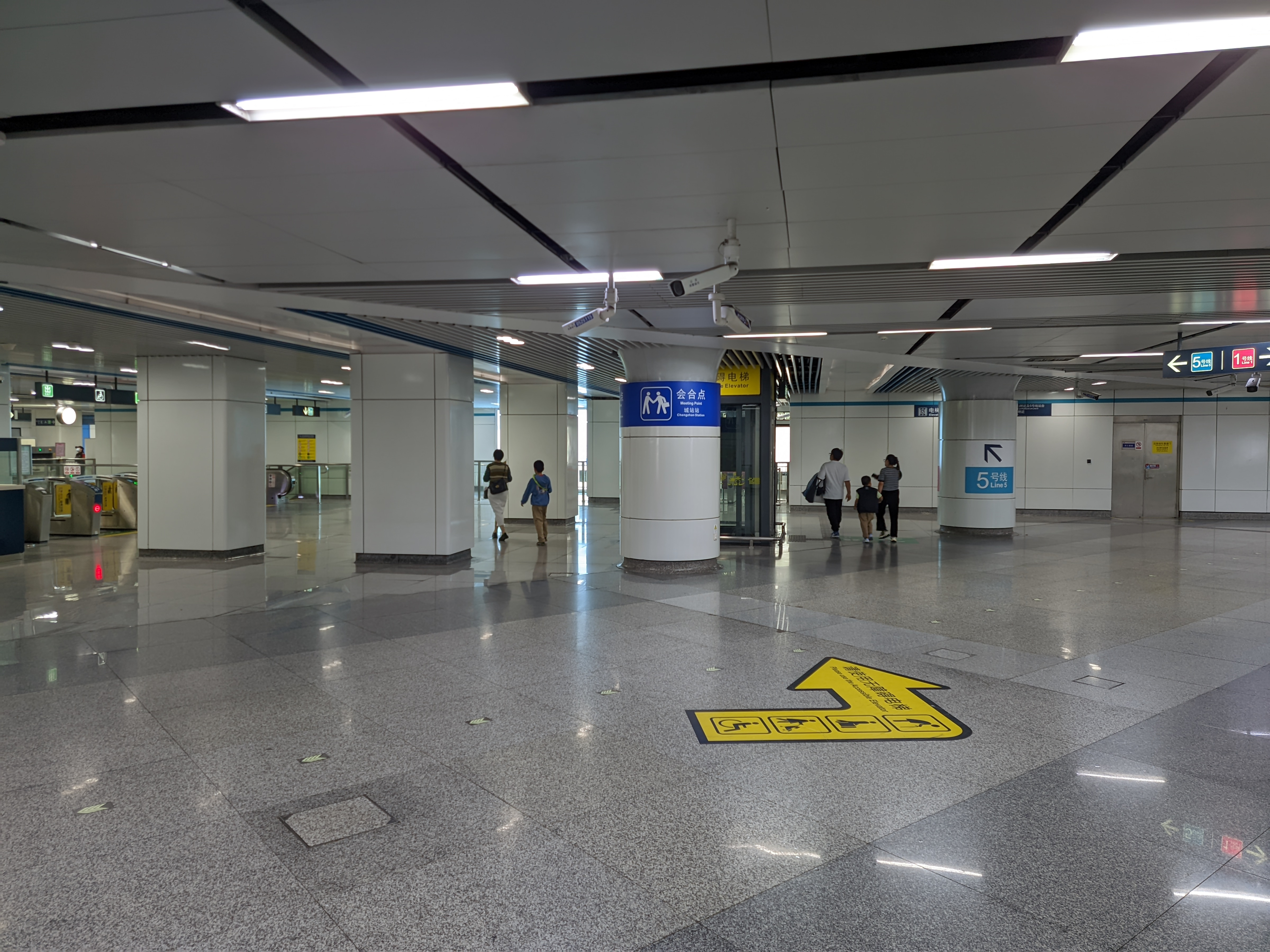
コンコース
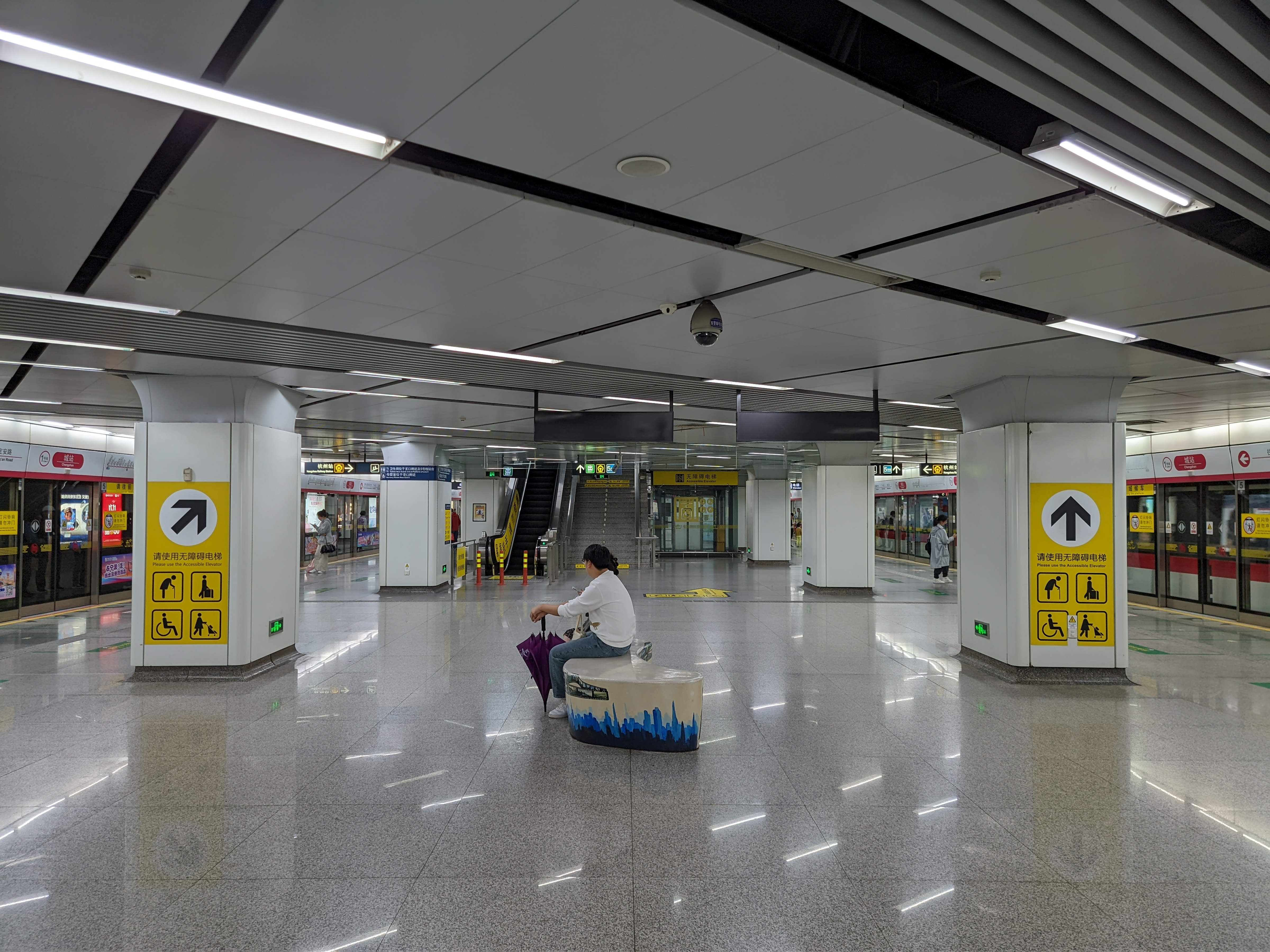
1号線ホーム
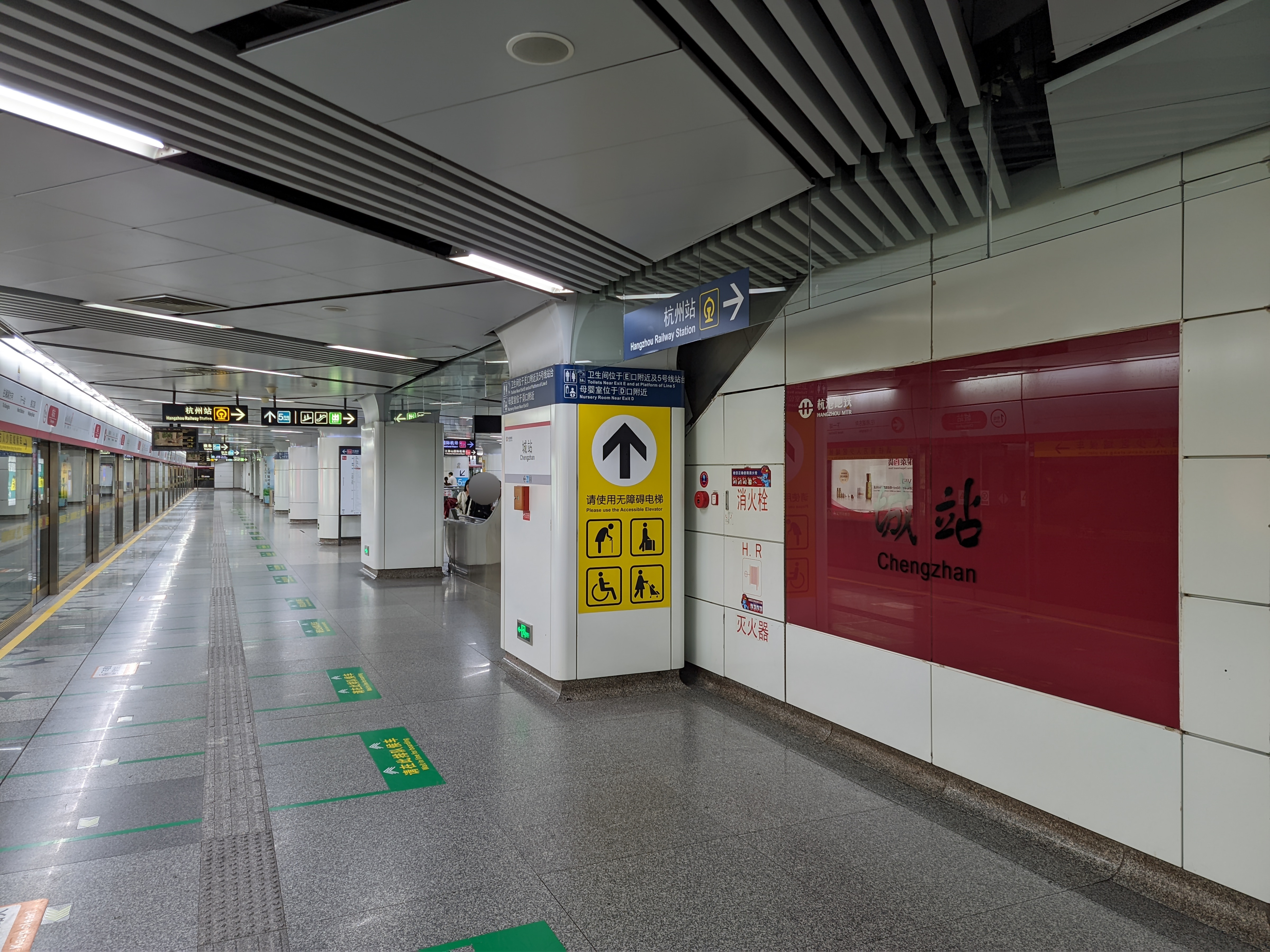
1号線ホーム
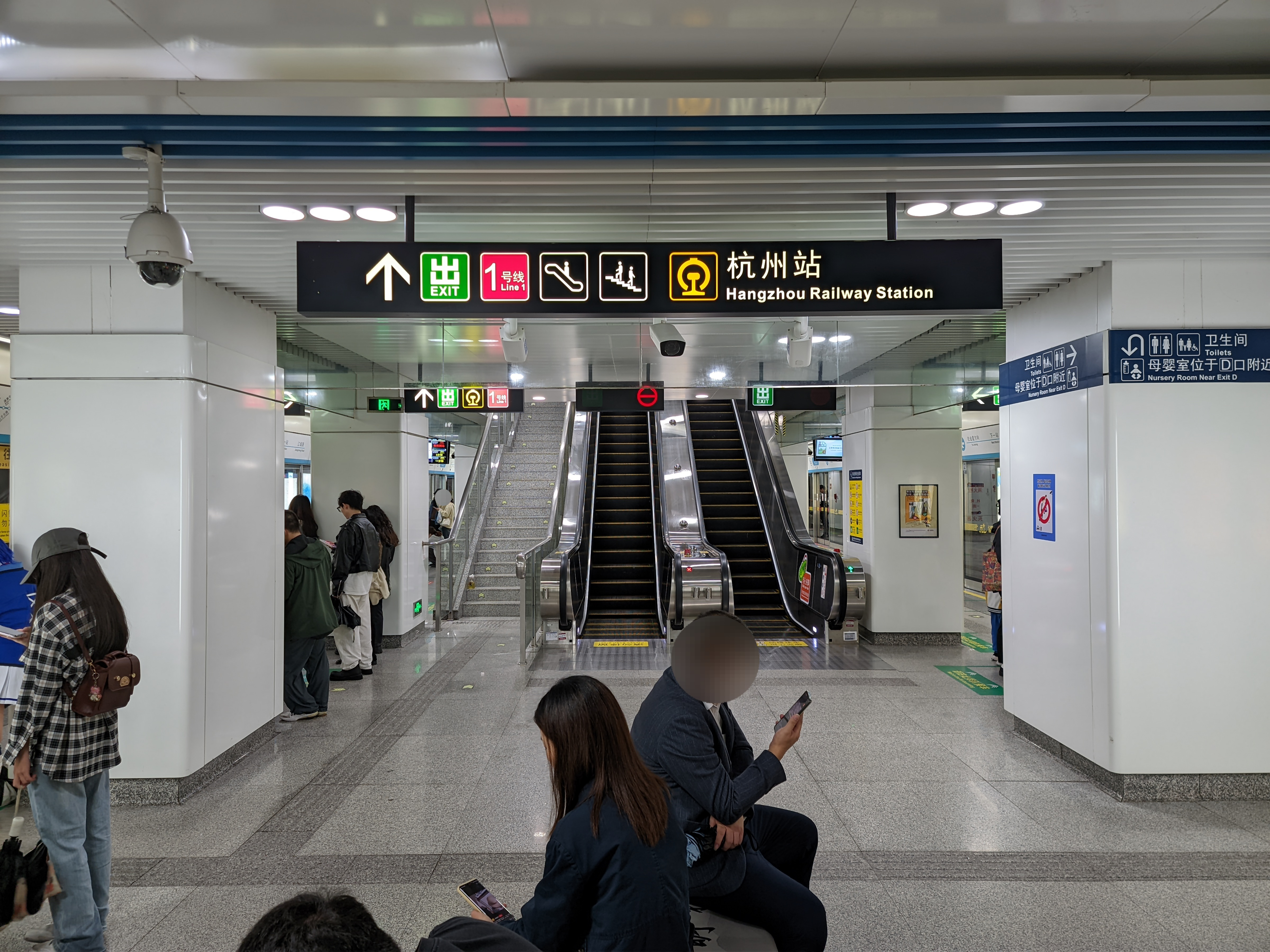
5号線ホーム
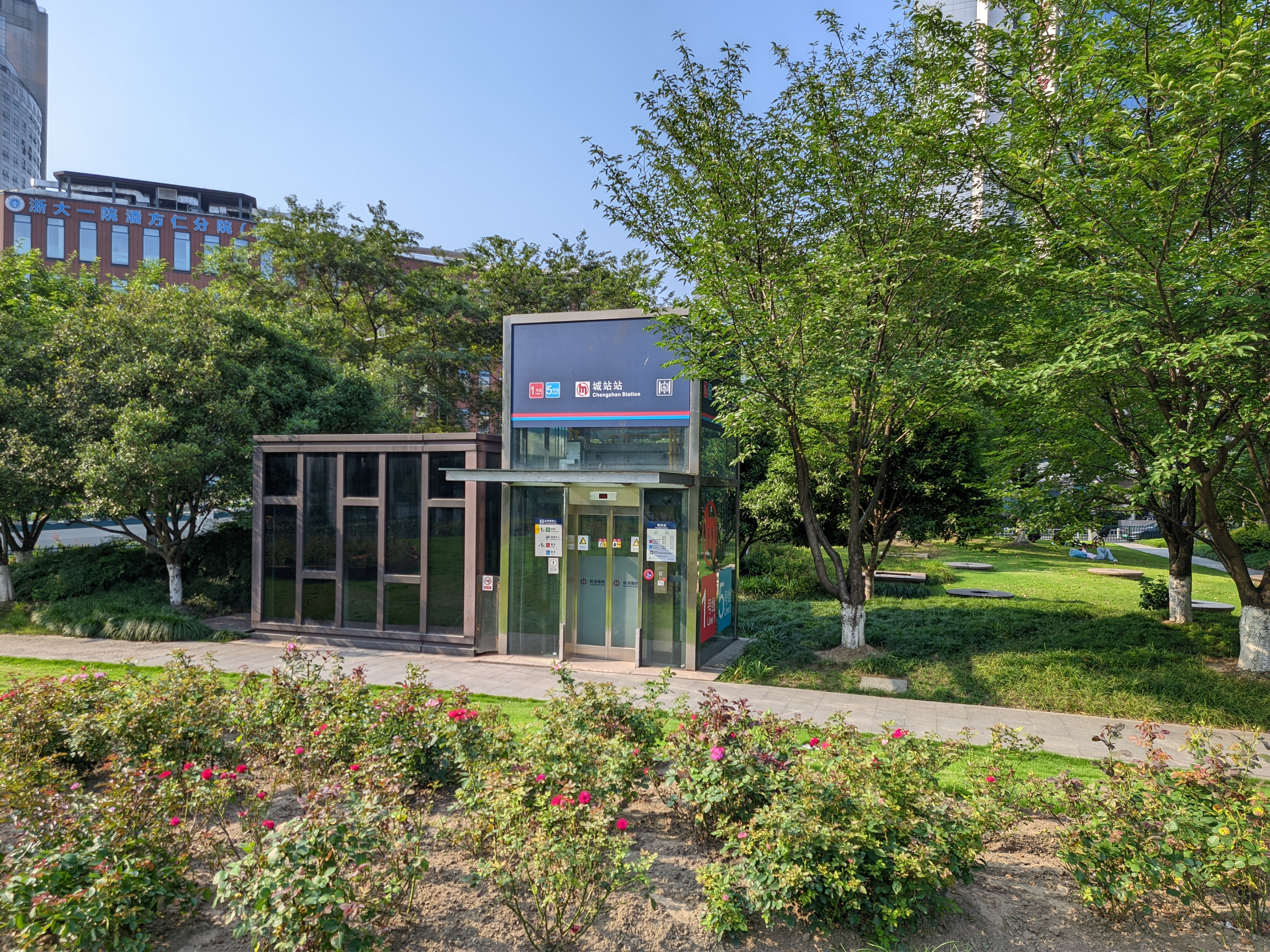
エレベーター專用口

### のりば
| 番線                   | 路線    | 行先                                            |
| ---------------------- | ------- | ----------------------------------------------- |
| 1号線ホーム（地下2階） |         |                                                 |
| 東方面                 | ■ 1号線 | 湘湖方面                                        |
| 西方面                 | ■ 1号線 | 武林広場・火車東站・客運中心・ 蕭山国際機場方面 |
| 5号線ホーム（地下3階） |         |                                                 |
| 北・西方面             | ■ 5号線 | 南湖東方面                                      |
| 南・東方面             | ■ 5号線 | 火車南站・姑娘橋方面                            |

## 駅周辺
- 中国国鉄(CR) 杭州駅
- 浙江大学医学部附属第一病院（中国語版）城站キャンパス
- 豊平商業中心
- 新東方大廈
- 浙江大学医学部附属第二病院（中国語版）眼科キャンパス
- 杭州紅星文化大酒店

## 隣の駅
杭州地下鉄
■ 1号線
婺江路駅  - 城站駅 - 定安路駅
■ 5号線
万安橋駅 - 城站駅 - 江城路駅